# 沟纹隐绵蟹
沟纹隐绵蟹（学名：Cryptodromia canaliculata）为绵蟹科隐绵蟹属的动物。分布于日本、印度尼西亚、马来群岛、泰国、印度、伊朗、以及红海、非洲东岸以及中国大陆的海南等地，生活环境为海水，常栖息于岩石海岸最低部分的海藻丛中。